# Philometra tauridica
Philometra tauridica is een rondwormensoort uit de familie van de Philometridae. De wetenschappelijke naam van de soort is voor het eerst geldig gepubliceerd in 1971 door Ivashkin, Naidenova, Kovaleva & Khromova.